# Górnik I
Górnik I – budynek mieszkalny położony przy ulicy Katowickiej 65 w Katowicach, na terenie dzielnicy Koszutka. Był to pierwszy budynek na terenie ówczesnego województwa katowickiego wybudowany metodą ślizgową. Powstał on z inicjatywy ministra Jana Mitręgi dla górników kopalni „Staszic” w latach 1964–1965. Obecnie zarządzany jest on przez Katowicką Spółdzielnię Mieszkaniową.

## Historia
Wieżowiec „Górnik I” powstał w czasie dynamicznego rozwoju Koszutki jako jeden z elementów kompozycji urbanistycznej tzw. Bloku D. Zaplanowano jego budowę przy skrzyżowaniu ówczesnych ulic: Armii Czerwonej i Róży Luksemburg (obecnie aleja W. Korfantego i ulica Katowicka).
Projektantem koncepcji wieżowca był architekt Mieczysław Król, który opracował go w 1959 roku, zaś projekt technologii wykonania budynku został wykonany przez zespół projektantów z Biura Projektów Przemysłu Węglowego w Krakowie, w skład którego wchodziły następujące osoby: odpowiedzialny za konstrukcję ślizgu Józef Miksa, projektanci sposobu montażu i konstrukcji stropów Stanisław Makomaski i Juliusz Szczurkowski. W zespole znalazł się także Zbyszko Niziołek, który wraz z Juliuszem Szczurkowskim zaprojektował urządzenia hydrauliczne i transportowe oraz Stanisław Suski, który zaprojektował koncepcję zabezpieczenia wysokościowca na wypadek wystąpienia w jego rejonie szkód górniczych.
Koncepcja budynku powstała od grudnia 1963 roku do maja 1964 roku. Stan surowy budynku osiągnięto pod koniec października 1964 roku, po 38 dniach od rozpoczęcia prac. W tym czasie przy budowie zatrudnionych było 70 osób pracujących na dwie zmiany. W ciągu doby wznoszono po jednej kondygnacji, zaś kolejną poświęcano na prace montażowe. Wieżowiec został oddany do użytku w 1965 roku. Na budynku zamontowano sześciometrowy neon z nazwą budynku.
Wieżowiec „Górnik I” został wybudowany dla pracowników Kopalni Węgla Kamiennego „Staszic” i ich rodzin, a powstał on z inicjatywy ówczesnego ministra górnictwa i energetyki Jana Mitręgi, który po zapoznaniu się z technologią budowy wieży wyciągowej kopalni „Jaworzno” polecił podobną technologię zastosować do budowy budynku mieszkalnego.
W momencie ukończenia wieżowiec „Górnik I” był najwyższym tego typu budynkiem w województwie katowickim. W kolejnych latach zaplanowano dalszą budowę wysokościowców tego typu w innych częściach województwa – „Górnik II” w Sosnowcu i trzy budynki w Rybniku, lecz ostatecznie zrealizowano tylko pierwszy z nich.

## Charakterystyka

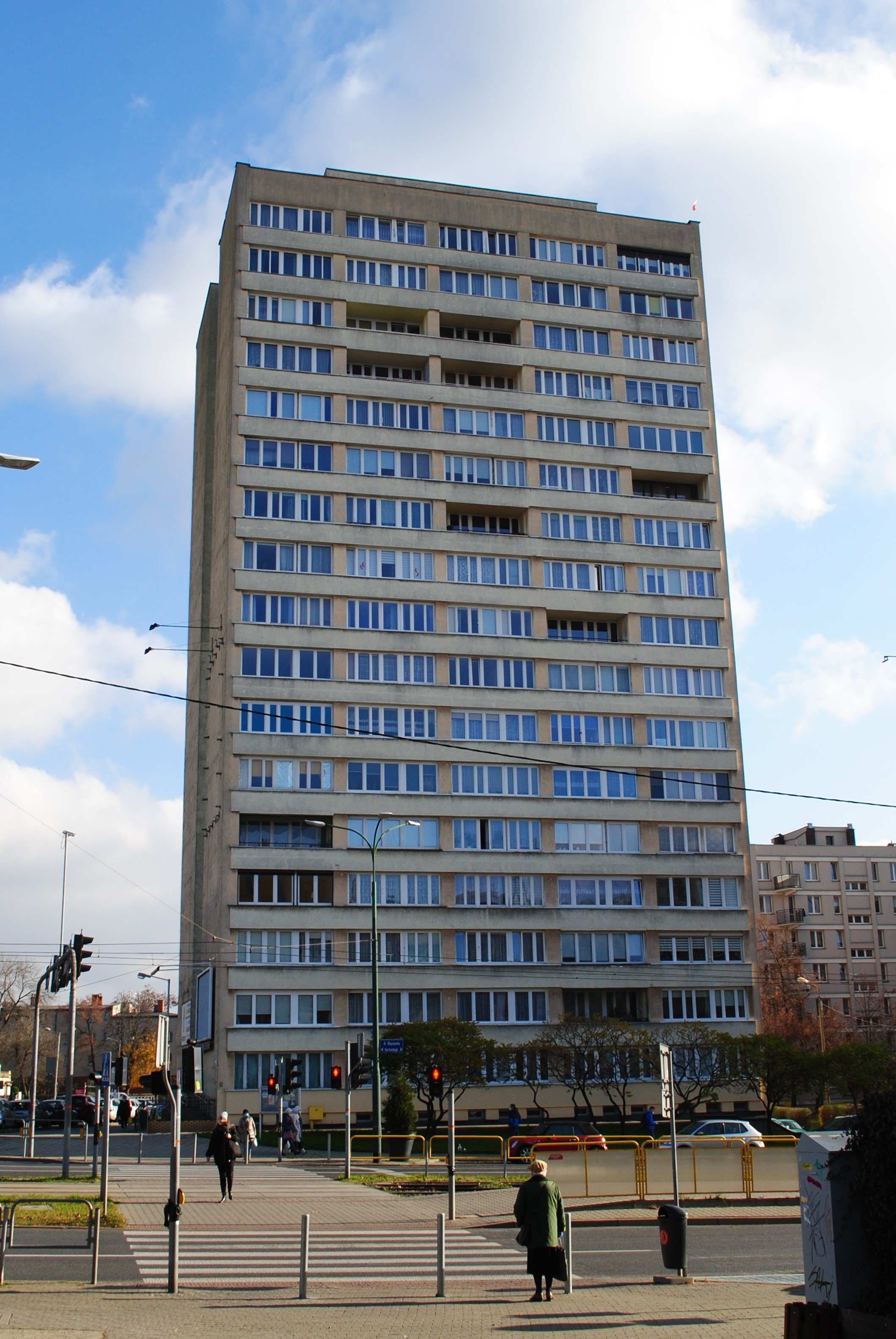
Wieżowiec „Górnik I” w 2020 roku

Wieżowiec „Górnik I” położony jest przy ulicy Katowickiej 65 w Katowicach, na terenie dzielnicy Koszutka. Budynek ten stoi na wysokości 268 m n.p.m.
Powierzchnia użytkowa wieżowca wynosi 6536,28 m², zaś powierzchnia zabudowy 542 m². Ma on 18 kondygnacji nadziemnych i 2 podziemne bądź łącznie 19 kondygnacji, w tym 17 mieszkalnych. Całkowita wysokość budynku wynosi 51, 60 bądź 62 m.
Jest to pierwszy na terenie ówczesnego województwa katowickiego budynek wybudowany metodą ślizgową. Projekt zespołu Biura Projektów Przemysłu Węglowego w Krakowie umożliwiał jednoczesne wznoszenie ścian, montowanie prefabrykowanych stropów oraz transport materiałów. Architektonicznie budynek ten stanowi adaptację prototypowego warszawskiego ślizgowca dla osiedla Kępa Potocka autorstwa zespołu Biura Projektów Typowych i Studiów Budownictwa Miejskiego z Warszawy.
Pierwotnie wieżowiec kryty był tynkiem szlachetnym, a charakterystycznym elementem elewacji wieżowca są przerywane przez pozornie rozłożone po budynku loggie, które przerywają regularny układ podziału ścian elewacji.
Budynek zaprojektowano na rzucie prostokąta z centralnie zlokalizowanym węzłem komunikacyjnym, w którym znajdują się trzy windy i klatka schodowa. W budynku pierwotnie znajdowały się 173 mieszkania, a na każdej kondygnacji zaprojektowano po osiem mieszkań trzypokojowych i dwa czteropokojowe. We wnętrzach mieszkań trzypokojowych kuchnie były pośrednio doświetlone i oddzielone od pokoju dziennego wyłącznie meblościanką z wmontowanym stołem jadalnym, zaś pokój dzienny i sypialnie oddzielono ciężką kotarą. Mieszkania zostały pierwotnie wyposażone w typowe meble.
Wieżowiec „Górnik I” jest obecnie jednym z dziesięciu budynków osiedla Centrum-I, zarządzanego przez Katowicką Spółdzielnię Mieszkaniową. Na początku lutego 2022 roku w systemie REGON działało 25 aktywnych przedsiębiorstw z siedzibą przy ulicy Katowickiej 65.